# Éducation des femmes aux sciences, technologie, ingénierie et mathématiques
L'éducation des filles et des femmes aux sciences, technologie, ingénierie et mathématiques, ou éducation des femmes aux STIM, est l'éducation donnée aux filles et aux femmes dans les quatre disciplines académiques constituant l'acronyme STIM, c'est-à-dire la science, la technologie, l'ingénierie et les mathématiques.
Les organisations internationales, telles que l'UNESCO et d'autres, estiment que la disparité de genre dans ce domaine s'explique par la discrimination, les normes sociales et les attentes qui influencent la qualité de l'éducation que les femmes reçoivent ainsi que les disciplines qu'elles choisissent d'étudier. L'inclusion des femmes dans les disciplines STIM pourrait favoriser le développement durable.

## Situation actuelle des filles et des femmes dans l’éducation aux STIM

### Tendances globales de l’éducation: accès, participation et progression
La participation des filles et des femmes à l’éducation aux STIM doit être considérée dans le contexte de leur accès général et de leur participation générale à l’éducation. Si l’accès à l’éducation des filles et des femmes s’est globalement amélioré, des disparités importantes persistent à la fois entre et dans les régions et pays. Des obstacles socioéconomiques, culturels et autres empêchent encore les apprenantes d’achever ou de profiter pleinement d’une éducation de qualité de leur choix dans de nombreux contextes. Ces obstacles grandissent à l’adolescence, quand les rôles de genre pour les filles deviennent plus ancrés et la discrimination fondée sur le genre devient plus prononcée. Ils comprennent les responsabilités et les soins en milieu familial, les mariages et les grossesses précoces, les normes culturelles qui donnent la priorité à l’éducation des garçons, les installations sanitaires scolaires inadéquates, les soucis des parents quant à la sécurité des filles sur le chemin de l’école, et les violences de genre en milieu scolaire. Les adolescentes des zones rurales ou défavorisées risquent davantage d’être exclues de l’éducation.

### Participation et progression dans l’éducation aux STIM
L’écart de participation aux STIM entre les genres devient plus apparent dans le premier cycle du secondaire, lorsque commence la spécialisation et que les élèves opèrent des choix concernant les matières qu’ils vont étudier. Dans de nombreux contextes, il semble que les filles perdent tout intérêt pour les matières des STIM avec l’âge et davantage que les garçons. Par exemple, une étude menée au Royaume-Uni a révélé qu’à l’âge de 10-11 ans, garçons et filles participaient presque également aux STIM, 75 % des garçons et 72 % des filles indiquant qu’ils apprenaient des choses intéressantes en sciences. À l’âge de 18 ans, cette proportion tombait à 33 % pour les garçons et 19 % pour les filles, chiffres mesurant la participation à des études avancées de STIM. Là, les garçons commençaient à abandonner les matières des STIM à mesure qu’ils s’approchaient des études de niveau avancé, tandis que les filles décidaient de les abandonner beaucoup plus tôt à l’école secondaire.
Bien que les données comparables au niveau mondial sur le choix des matières dans l’enseignement secondaire soient limitées, les données de Trends in International Mathematics and Science Study (TIMSS) Advanced montrent que dans la plupart des pays, la majorité des élèves inscrits dans des cours avancés de mathématiques comme de physique étaient des garçons. De fortes proportions de femmes sont inscrites en ingénierie, industrie manufacturière et construction en Asie du Sud-Est, tandis que ces proportions sont inférieures en Afrique subsaharienne, en Amérique du Nord et en Europe.

## Facteurs d'influence

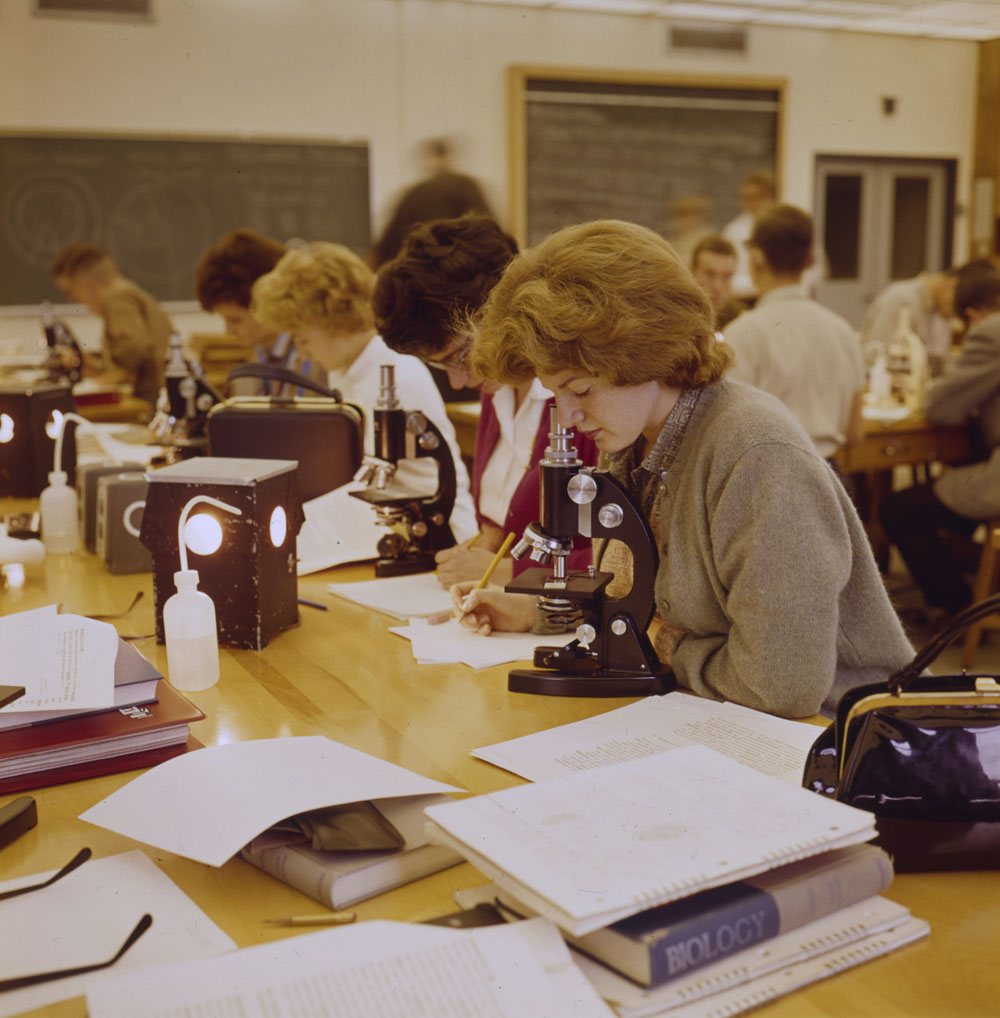
Étudiantes en biologie à l'Université Carleton, Ottawa, 1961.

Il existe de multiples facteurs qui se chevauchent et influencent la participation des filles et des femmes, leurs performances et leur progression dans les études et les carrières des STIM ; tous interagissent selon des modalités complexes. Afin de mieux expliquer ces facteurs et de comprendre les relations qui existent entre eux, cette section suggère un cadre écologique qui rassemble et présente ces facteurs aux niveaux individuel, familial, institutionnel et sociétal.
- Au niveau individuel : Des facteurs biologiques peuvent influer sur les aptitudes, compétences et comportements des individus tels que la structure et les fonctions du cerveau, les hormones, la génétique et les traits cognitifs comme les compétences spatiales et linguistiques. Le cadre prend aussi en considération les facteurs psychologiques, dont l’auto-efficacité, l’intérêt et la motivation[11].

- Au niveau de la famille et des pairs : Les convictions et attentes des parents, le niveau d’instruction et statut socio-économique des parents, et autres facteurs familiaux, ainsi que les influences des pairs[5].

- Au niveau de l’école : Des facteurs relevant de l’environnement d’apprentissage, dont le profil, l’expérience, les convictions et les attentes des enseignants, les programmes d’enseignement, les matériels et ressources d’apprentissage, les stratégies pédagogiques et les interactions élèves-enseignants, les pratiques d’évaluation et l’environnement scolaire général[13].

- Au niveau de la société : normes sociales et culturelles relatives à l’égalité des genres, et stéréotypes sexistes dans les médias[14].

### Facteurs individuels
Les recherches en neurosciences ont identifié un certain dimorphisme sexuel concernant la structure et le comportement du cerveau ; toutefois, celles-ci n'affectent pas les capacités des garçons et des filles quant à l’apprentissage ou à l’éducation. Des études ont conclu que les mécanismes de base du cerveau gouvernant l’apprentissage et la mémoire ne sont pas différenciées selon le sexe. De même, les études sur les bases neurologiques de l’apprentissage n’ont pas trouvé que garçons et filles maîtrisent différemment le calcul et autres compétences académiques et elles ont conclu qu’aucune différence de composition du cerveau ne peut expliquer les différences entre les sexes dans les performances en mathématiques,.
Les données des neurosciences montrent que la neuroplasticité — l’aptitude du cerveau à créer de nouvelles connexions — – est le fondement de tout type d’apprentissage et que le cerveau est plus malléable durant l’enfance qu’à tout autre stade de la vie,.
Le biais d’autosélection est considéré comme la raison majeure pour laquelle les filles ne choisissent pas les STEM, étant donné que beaucoup de filles ont intériorisé, contre l'évidence, l'idée que ces disciplines seraient plus adaptées aux garçons,. On peut toutefois questionner le rôle des jouets attribués aux jeunes enfants pour expliquer une plus grande attirance ou préparation des garçons aux problématiques de l'ingénierie.

### Facteurs au niveau de la famille et des pairs
Les parents, la famille au sens large et les groupes de pairs jouent un rôle important dans la formation des attitudes des filles vis-à-vis des STIM en les encourageant ou les décourageant de suivre des études et des carrières en rapport avec les STIM, de même que d’autres facteurs liés à l’environnement familial d’un enfant et aux ressources de sa famille. Les convictions et attentes parentales et familiales concernant les STIM sont elles-mêmes influencées par le niveau d’instruction, le statut socio-économique, l’ethnicité et les normes sociales en général,. Certaines recherches indiquent que les choix de carrière des filles sont plus influencés par les attentes de leurs parents tandis que ceux des garçons le sont davantage par leurs propres intérêts,. Les convictions des parents, en particulier celles des mères, influencent celles de leurs filles quant à leur aptitude et par conséquent leurs résultats scolaires et leurs options de carrière,. Il a été constaté que les mères ont une influence nettement plus grande sur les décisions de leurs filles d’étudier les STIM que sur les décisions de leurs fils dans un certain nombre de contextes. Aussi, l’ethnicité, la langue utilisée à la maison, la condition d’immigré et la structure familiale peuvent aussi avoir une influence sur la participation et les performances des filles dans les STIM. Certaines études ont constaté que les enfants de parents immigrés et de familles monoparentales sont plus défavorisés sur le plan scolaire. Par ailleurs, le « climat des pairs » dans l’éducation aux STIM a des effets sur la confiance en soi des filles, leur motivation et leur sentiment d’appartenance. Les relations entre pairs influencent les convictions, les comportements, les résultats scolaires et la motivation des enfants, surtout durant l’adolescence,. Les élèves ayant des amis qui valorisent la réussite scolaire ont davantage tendance eux-mêmes à valoriser les mathématiques et les sciences,.

### Facteurs au niveau de l’école
Des enseignants qualifiés, spécialisés en sciences et en mathématiques, peuvent avoir une influence positive sur les performances et l’engagement des filles dans l’éducation aux STIM et leur intérêt pour des carrières dans les STIM,. Les enseignantes semblent apporter plus aux filles, peut-être en servant de modèles de rôles et en aidant à réfuter les stéréotypes sur les aptitudes sexospécifiques dans les STIM,. Les convictions, attitudes et comportements des enseignants et leurs interactions avec les élèves peuvent améliorer ou compromettre un environnement d’égalité d’apprentissage pour les filles et les garçons dans les matières des STIM,. Il est considéré critique de prêter attention à la dynamique de genre dans la salle de classe et l’environnement scolaire. Enfin, des possibilités d’expériences de la vie réelle avec les STIM, y compris des travaux pratiques, des programmes d’apprentis, des conseils sur les carrières et un mentorat peuvent aider les filles à mieux comprendre les études et professions des STIM et à maintenir leur intérêt.

### Facteurs au niveau sociétal
Les décisions sur la question de savoir quels domaines d’études ou d’emploi sont jugés possibles ou appropriés pour les hommes et les femmes sont profondément ancrées dans le processus de socialisation. Les normes sociétales et culturelles, les mesures plus générales de l’égalité des genres, les politiques et les législations, ainsi que les médias sont des influences importantes.
Les normes culturelles et sociales influencent les perceptions des filles concernant leurs aptitudes, leur rôle dans la société et leurs aspirations en matière de carrière et de vie. De plus, le degré d’égalité des genres dans la société influence la participation et les performances des filles dans les STIM. Ainsi, dans les pays de plus grande égalité des genres, les filles tendent à avoir des attitudes plus positives et une plus grande confiance en soi au sujet des mathématiques et l’écart entre les sexes dans les performances en la matière est plus réduit. Les mesures ciblées visant à promouvoir l’égalité des genres, telles que les lois d’intégration du genre ou les politiques telles que les quotas, les incitations financières ou autres peuvent accroître la participation des filles et des femmes à l’éducation et aux carrières des STIM. Les stéréotypes de genre dépeints dans les médias sont internalisés par les enfants et les adultes et modifient la manière dont ils se voient et voient les autres. Les médias peuvent perpétuer ou défier les stéréotypes de genre concernant les aptitudes aux STIM et les carrières des STIM.

## Sources
- Cet article est partiellement ou en totalité issu de la page « Déchiffrer le code: l'éducation des filles et des femmes aux sciences, technologie, ingénierie et mathématiques (STEM) » de UNESCO, le texte ayant été placé par l’auteur ou le responsable de publication sous la CC BY-SA 3.0 IGO